# الإصابات والوفيات المتعلقة بالمرحاض
كان هناك العديد من الإصابات والوفيات المرتبطة بالمرحاض عبر التاريخ وفي الأساطير الحضرية.

### إصابات عرضية
لقد سقط الرضع والأطفال الصغار على رؤوسهم في المراحيض وغرقوا. توجد أجهزة السلامة للمساعدة في منع مثل هذه الحوادث.  تشمل إصابات البالغين كدمات في الأرداف وعظام الذيل، بالإضافة إلى خلع الوركين الناتج عن الجلوس بشكل غير متوقع على حافة حوض المرحاض لأن المقعد مرتفع أو فضفاض. يمكن أن تحدث الإصابات أيضًا بسبب الضغط بسبب شقوق المقاعد البلاستيكية و/أو شظايا المقاعد الخشبية، أو في حالة انهيار المرحاض نفسه أو تحطمه تحت وزن المستخدم. من المعروف أن صهاريج الحديد المصبوب القديمة ذات الخزانات العالية تنفصل عن الجدار عند سحب السلسلة للتنظيف، مما يتسبب في إصابة المستخدم. مُنحت جائزة إيغ نوبل في الصحة العامة لعام 2000 لثلاثة أطباء من مستوصف غلاسكو الغربي لتقرير حالة عام 1993 عن الجروح التي أصيبت في الأرداف بسبب انهيار المراحيض. علاوة على ذلك، كثيرًا ما يصاب الأشخاص الذين يقفون على المراحيض للوصول إلى ارتفاع ما، ثم ينزلقون ويسقطون. هناك أيضًا حالات لأشخاص ينزلقون على أرضية الحمام الرطبة أو من الحمام ويصابون بالارتجاج أثناء التركيب.
تعد الإصابات المرتبطة بالمرحاض شائعة بشكل مدهش، حيث تتراوح بعض التقديرات ما يصل إلى 40 ألف إصابة في الولايات المتحدة كل عام. وفي الماضي، كان هذا الرقم أعلى من ذلك بكثير، وذلك بسبب المادة التي يصنع منها ورق التواليت. وقد ظهر هذا في إعلان Northern Tissue عام 1935 والذي يصور ورق التواليت الخالي من الشظايا. في عام 2012، تم استدعاء 2.3 مليون مرحاض في الولايات المتحدة، وحوالي 9400 في كندا، بسبب خلل في آليات التدفق المساعدة على الضغط، مما يعرض المستخدمين لخطر انفجار التركيبات.

### الإصابات الناجمة عن الحيوانات
هناك أيضًا إصابات تسببها الحيوانات. تحب بعض عناكب الأرملة السوداء غزل شبكتها أسفل مقعد المرحاض بسبب كثرة الحشرات فيها وحولها. ولذلك، تعرض العديد من الأشخاص للعض أثناء استخدامهم للمرحاض، وخاصة المراحيض الخارجية. على الرغم من وجود ألم فوري في مكان اللدغة، إلا أن هذه اللدغات نادرًا ما تكون قاتلة. إن خطر عيش العناكب تحت مقاعد المراحيض هو موضوع الأغنية الريفية الكوميدية سليم نيوتن لعام 1972 " Redback على مقعد المرحاض ".
تم الإبلاغ عن أنه في بعض الحالات تزحف الفئران من خلال أنابيب مجاري المرحاض وتخرج في وعاء المرحاض، لذلك قد يتعرض مستخدمو المرحاض لخطر زحف الفئران إلى أردافهم. العديد من خبراء إبادة الفئران لا يصدقون ذلك، لأن الأنابيب التي يبلغ عرضها عمومًا ست بوصات (15 سم) كبيرة جدًا بحيث لا يمكن للفئران أن تتسلقها كما أنها زلقة جدًا. تكون بلاغات عمال النظافة دائمًا في الطابق العلوي، ويمكن أن تشمل الفئران الموجودة على السطح، حيث تدخل أنبوب التربة من خلال فتحة السقف، وتنزل في الأنبوب، ثم إلى المرحاض.
في مايو 2016، ظهر ثعبان يبلغ طوله 11 قدمًا، وهو ثعبان شبكي، من مرحاض القرفصاء وعض الرجل الذي يستخدمه على قضيبه في منزله في مقاطعة تشاشوينجساو، تايلاند. نجا كل من الضحية والثعبان. 

### الإصابة الذاتية
تُعزى بعض حالات الوفاة المرتبطة بالمرحاض إلى انخفاض ضغط الدم بسبب الجهاز العصبي الباراسمبثاوي أثناء حركات الأمعاء. قد يتم تضخيم هذا التأثير بسبب مشاكل الدورة الدموية الموجودة. ومن الممكن أيضًا أن يستسلم الأشخاص في المرحاض للإمساك المزمن، لأن مناورة فالسالفا غالبًا ما تستخدم بشكل خطير للمساعدة في طرد البراز من المستقيم أثناء حركة الأمعاء. وفقًا لشارون مانتيك لويس، ومارغريت ماكلين هايتكيمبر، وشانون روف ديركسن، فإن "مناورة فالسالفا تحدث أثناء الإجهاد لتمرير البراز المتصلب. إذا تم قمع التغوط على مدى فترات طويلة، يمكن أن تحدث مشاكل، مثل الإمساك أو انحشار البراز. يمكن تسهيل التغوط بواسطة مناورة فالسالفا. تتضمن هذه المناورة انقباض عضلات الصدر في المزمار المغلق مع انقباض متزامن لعضلات البطن. وهذا يعني أن الناس يمكن أن يموتوا أثناء "الإجهاد أثناء البراز". في الفصل الثامن من كتاب "حالات الطوارئ في البطن "، كتب ديفيد كلاين ولاثا ستيد أن "دراسات التشريح تستمر في الكشف عن انسداد الأمعاء كسبب غير متوقع للوفاة".
تُظهر حلقة سوبرانو عام 2001 " لقد قام " تصويرًا خياليًا للخطر، عندما أصيبت الشخصية جيجي سيستون بنوبة قلبية في مرحاض ناديه الاجتماعي أثناء محاولته التبرز.

### انفجار المراحيض
في العصر الفيكتوري، كان هناك خطر واضح من انفجار المراحيض. تتضمن هذه السيناريوهات عادةً إدخال مادة قابلة للاشتعال (إما عن طريق الخطأ أو عن عمد) في ماء المرحاض، وإشعال عود ثقاب أو سيجارة وإشعال المرحاض وانفجاره. في عام 2014، تم استدعاء نظام التنظيف المدعوم بالضغط من شركة فلوشميت سلون (Sloan's Flushmate)، والذي يستخدم الهواء المضغوط لدفع النفايات إلى المجاري، بعد أن تلقت الشركة تقارير عن فشل خزان الهواء تحت الضغط وتحطم الخزف.

### الوفيات التاريخية
- في عام 1945، غرقت الغواصة الألمانية U-1206 بعد حادث مرحاض أدى إلى فيضان مياه البحر إلى الهيكل، مما أدى إلى ظهور غاز الكلور عند ملامستها للبطارية وأجبر الغواصة على الظهور مرة أخرى. على السطح، تم اكتشاف الغواصة وإغراقها من قبل قوات الحلفاء. قد لا تكون هذه الحالة ناجمة عن عطل، بل احتمال أن نظام التنظيف المضغوط في غواصات يو، والذي كان معقدًا للغاية ويتطلب دورة تدريبية لتشغيله، ربما لم يتم تشغيله بشكل صحيح.[18]
- جودفري الأحدب، دوق اللورين السفلى (منطقة تتزامن تقريبًا مع هولندا وبلجيكا )، قُتل عام 1076 أثناء إقامته في مدينة فلاردينجن الهولندية. من المفترض أن القاتل تأكد من أن المراحيض التي تم بناؤها وتصريفها على الجانب الخارجي من الجدار، وفقًا لأسلوب البناء في العصور الوسطى، تنتمي إلى غرفة نوم الدوق، واتخذ موقعًا تحتها. وتقول بعض المصادر أنه تم استخدام سيف في عملية الاغتيال. ويذكر آخرون سلاحًا حديديًا حادًا، والذي يمكن أن يكون سيفًا ولكن أيضًا رمحًا أو خنجرًا، ولكن يبدو أن الرمح هو الخيار الأكثر عملية. بعد طعنه في مؤخرته، استغرق الأمر عدة أيام حتى يموت. تم تنفيذ عملية الاغتيال من قبل ديرك الخامس، كونت هولندا، وحليفه روبريخت الفريزي، كونت فلاندرز.[19]
- تسببت كارثة مراحيض إرفورت عام 1184 في مقتل ما لا يقل عن 60 شخصًا، معظمهم من النبلاء.
- توفي جورج الثاني ملك بريطانيا العظمى في المرحاض في 25 أكتوبر 1760، إثر إصابته بتسلخ الأبهر. وفقًا لمذكرات هوراس والبول، "استيقظ الملك جورج كعادته في الساعة السادسة، وشرب الشوكولاتة؛ لأن كل أفعاله كانت منهجية دائمًا. وبعد السابعة والربع دخل إلى خزانة صغيرة. وسمع خادمه الألماني الذي كان ينتظره صوتًا". ضجيجًا، وعند الركض وجدت الملك ميتًا على الأرض." وفي سقوطه جرح وجهه.[20]
- قُتل إيوان بي كوليانو بالرصاص بينما كان في المرحاض في غرفة الرجال بالطابق الثالث في سويفت هول في حرم جامعة شيكاغو في 21 مايو 1991، في عملية اغتيال ربما كانت ذات دوافع سياسية. ولم يتم القبض على قاتله قط.[21]
- عُثر على وزير العباسيين الفضل بن سهل ميتاً في ظروف غامضة في حمام في سرخس شمال خراسان. وتشير بعض الشائعات إلى أن الخليفة العباسي المأمون بن هارون الرشيد هو الذي أمر باغتياله.[22]
- توفي إلفيس بريسلي أثناء استخدام المرحاض.[23] "تشير معظم المصادر إلى أن إلفيس كان على الأرجح يجلس في منطقة المرحاض، عارياً جزئياً، ويقرأ عندما انهار".[24] وفقًا لديلان جونز، "توفي إلفيس بريسلي عن عمر يناهز 42 عامًا في 16 أغسطس 1977، في حمام قصر النجم في غريسلاند في ممفيس. أثناء جلوسه على المرحاض، سقط مثل جندي لعبة وانهار على الأرض. حيث كان يرقد في بركة من قيئه، وكانت بيجامته الزرقاء الفاتحة حول كاحليه. بعبارات[25]، كتب كاتب سيرة إلفيس جويل ويليامسون، "لسبب ما - ربما يتضمن رد فعل على الكودايين ومحاولات لتحريك أمعائه - عانى من الألم والخوف أثناء جلوسه على المرحاض. وقف وسقط منزعجًا". "الكتاب الذي كان يقرأه، تعثر إلى الأمام، وسقط على وجهه في وضع الجنين. كان يكافح بشكل ضعيف ويسيل لعابه على السجادة. لم يتمكن من التنفس، ومات."[26] وهذا ما أدى إلى القول الشائع: "مات الملك على العرش".[27]

### الأحداث المحتملة
- توفي الدوق جينغ من جين (جو)، حاكم دولة جين خلال فترة الربيع والخريف في الصين القديمة، بعد سقوطه في حفرة المرحاض في صيف 581 قبل الميلاد.[28]
- توفي إدموند الثاني ملك إنجلترا لأسباب طبيعية في 30 نوفمبر 1016، على الرغم من أن البعض ذكر أنه تعرض للطعن في الأمعاء أثناء حضوره المبنى الخارجي .[29] وبالمثل، توفي أوسوجي كينشين، أحد أمراء الحرب في اليابان، في 19 أبريل 1578، وتشير بعض التقارير إلى أنه اغتيل في المرحاض.[30]
- توفي ليني بروس بسبب جرعة زائدة من الهيروين في 3 أغسطس 1966، بينما كان جالسًا على المرحاض وذراعه مقيدة.[31]
- تم تدمير رحلة طيران كندا رقم 797 في 2 يونيو 1983، مما أدى إلى مقتل 23 شخصًا بعد اندلاع حريق على متن الطائرة في المرحاض الخلفي أو حوله. ولم يتمكن المحققون من تحديد سبب الحريق أو مصدره الدقيق.[32]
- مايكل أندرسون جودوين، قاتل مدان في ولاية كارولينا الجنوبية تم تخفيف عقوبته من الموت بالكرسي الكهربائي، جلس على المرحاض المعدني في زنزانته أثناء إصلاح تلفزيونه. وعندما قام بقضم أحد الأسلاك، أدت الصدمة الكهربائية إلى مقتله. قاتل مدان آخر، لورانس بيكر في بيتسبرغ، تعرض للصعق بالكهرباء أثناء استماعه إلى التلفزيون بسماعات محلية الصنع أثناء جلوسه على مرحاض معدني.[33]
- اصطدام بين طائرة معطلة من طراز سيسنا 182 وصف من المراحيض المحمولة في 2 مايو 2009، في ثون فيلد (جنوب شرق تاكوما)، على الرغم من عطل المحرك على ارتفاع 150 قدم (46 م) الارتفاع، انتهى دون وفيات؛ المراحيض "نوع من الأشياء المبطنة" للطيار البالغ من العمر 67 عامًا.[34]
- تم العثور على رجل الأعمال والسياسي المحافظ كريستوفر شيل ميتًا في مرحاض متنقل في مهرجان جلاستونبري في 26 يونيو 2011. ويشتبه في أنه توفي بنوبة قلبية.[35]
- على متن السفن، يُشار إلى الرأس (مرحاض السفينة) والتجهيزات المرتبطة به كأحد الأسباب الأكثر شيوعًا لغرق عشرات الآلاف من القوارب بجميع أنواعها وأحجامها.[36] تحتوي الرؤوس عادةً على تركيبات من خلال الهيكل تقع أسفل خط المياه لسحب المياه المتدفقة والتخلص من النفايات. تغرق القوارب عند تعطل التركيبات أو شفاطات المرحاض الخلفية.[37]

### أسطورة شعبية
تم الإبلاغ عن الأساطير الحضرية فيما يتعلق بمخاطر استخدام المرحاض في مجموعة متنوعة من المواقف. وقد ثبت أن العديد منها مشكوك فيه. وتشمل هذه بعض حالات وجود العناكب السامة ولكنها لا تشمل العنكبوت الأسترالي ذو الظهر الأحمر الذي يتمتع بسمعة الاختباء تحت مقاعد المراحيض. ظهرت هذه المخاوف الأخيرة من سلسلة من رسائل البريد الإلكتروني الخادعة التي نشأت من خدعة عنكبوت بلوش (Blush Spider)، والتي بدأت في تداول الإنترنت في عام 1999. تم الإبلاغ أيضًا عن أن العناكب تعيش تحت مقاعد الطائرات، ومع ذلك، فإن مواد التنظيف الكيميائية المستخدمة في المراحيض قد تؤدي إلى عدم التوافق مع بقاء العناكب.
في المدن الكبيرة مثل مدينة نيويورك، غالبًا ما تتمتع فئران المجاري بمكانة أسطورية فيما يتعلق بالحجم والشراسة، مما يؤدي إلى حكايات تتضمن زحف القوارض عبر أنابيب الصرف الصحي لمهاجمة ساكن غير مقصود. في الآونة الأخيرة، بدأت تظهر قصص عن الإرهابيين الذين يفخخون المقعد لإخصاء أهدافهم. هناك أسطورة أخرى وهي خطر الانزلاق إلى مرحاض الطائرة نتيجة لضغط الفراغ أثناء الرحلة.

### أنظر أيضا
- قائمة الوفيات غير العادية
- الصرف الصحي

- قائمة الأشخاص الذين ماتوا في المرحاض